# 维克托·弗莱明

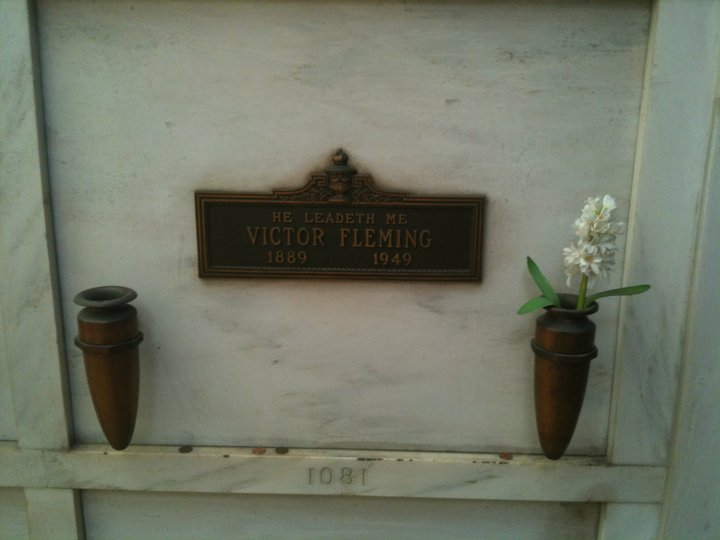
弗萊明紀念牌

维克托·弗莱明（英語：Victor Fleming，1889年2月23日—1949年1月6日），生于美国加州，是一名美国电影导演、摄影和制片人。弗莱明是《綠野仙蹤》和《乱世佳人》的导演，并凭借后者夺得奥斯卡最佳导演奖。